# GTM Coupé
Der GTM (alternativ: GTM Coupé) ist ein kleines zweitüriges Sportcoupé auf der Basis des Kleinwagens Mini, das mit Unterbrechungen von 1967 bis 2001 von verschiedenen britischen Herstellern ausschließlich in Bausatzform produziert wurde. Die anfängliche Verkaufsbezeichnung lautete Cox GTM. Es war das erste britische Kit Car mit Mittelmotor. Alle Varianten zusammengenommen, wurden zwischen 700 und 800 Bausätze verkauft.

## Modellgeschichte
Die Modellbezeichnung GTM ist eine Abkürzung für Grand Touring Mini. Als kompakter Sportwagen mit Mini-Technik zielte er in seinen ersten Jahren auf das gleiche Marktsegment wie die in den 1960er-Jahren erfolgreichen Bausatz-Coupés Mini Marcos GT und der Unipower.
Der GTM wurde 1966 von Jack Hosker konstruiert. Es war von Beginn an ausschließlich als Bausatzfahrzeug geplant; komplette Autos wurden nie werksseitig angeboten.
Erster Hersteller der Bausätze war das von Bernhard Cox betriebene Unternehmen Cox & Co. in Hazel Grove, Cheshire, das in erster Linie eine Reparaturwerkstatt für BLMC-Fahrzeuge mit angeschlossener Tankstelle war. Das Auto hieß zu dieser Zeit Cox GTM. Eine Quelle beschreibt die Fertigung bei Cox als hektisch, ungeordnet und ineffizient.
Nachdem sich Bernard Cox Ende 1968 aus dem Betrieb zurückgezogen hatte, übernahm Howard Heerey das Projekt, der in den zurückliegenden Jahren zahlreiche Clubrennen mit dem GTM bestritten hatte. Zunächst betrieb Heerey die Bausatzproduktion in der Ford-Werkstatt seines Vaters in Hazel Grove. 1971 firmierte er das Unternehmen in Howard Heerey Engineering um. Heerey überarbeitete in mehreren Schritten die Konstruktion und verdoppelte die Produktion. Als der elterliche Betrieb geräumt werden musste, gab er die Herstellung von GTM-Bausätzen im März 1972 auf. Die Produktionsrechte veräußerte er im Juni 1972 an den Kunststoffhersteller HE Glassfiber of Hartlepool, der in den folgenden vier Jahren keinen einzigen GTM-Bausatz fertigstellte. Ein Dokument geht davon aus, dass HE Glassfiber das Projekt allein in der Absicht übernahm, die mit dem Erwerb verbundenen Verluste steuerlich geltend zu machen. 1976 verkaufte HE Glassfiber das Projekt an KBM Autosports, die sich in den folgenden Jahren darauf beschränkten, Ersatzteile für die bereits existierenden GTM Coupés zu bauen; auch bei KBM gab es keine kompletten Kits für Neufahrzeuge.
1980 übernahmen Peter Beck und Paddy Fitch das Projekt. Sie gründeten GTM Engineering, verlagerten den Standort nach Sutton Bonington, Nottinghamshire, und nahmen die Bausatzproduktion wieder auf. Sie bauten bis 1995 etwa 600 Coupé-Kits. AB 1986 entstand bei GTM eine Reihe ähnlich konzipierter, aber technisch weiterentwickelter Fahrzeuge (unter anderem GTM Rossa und Libra), die das ursprüngliche Modell zunehmend in den Hintergrund drängten. Ab 1996 lagen die Fertigungsrechte des alten Coupés dann bei Primo Design.

## Modellbeschreibung

### Karosserie

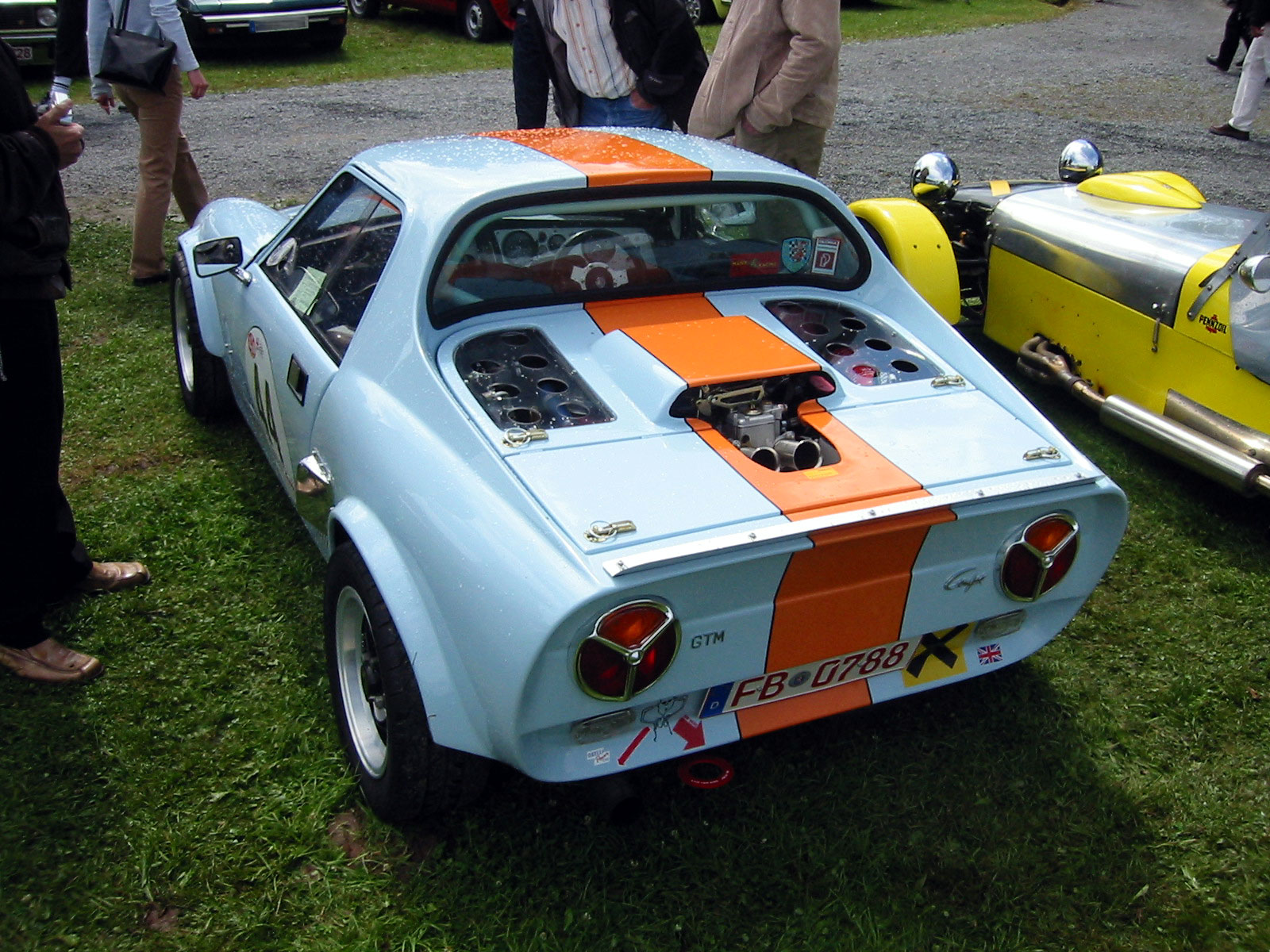
Heckpartie

Während der erste, 1966 von Cox hergestellte Prototyp des GTM eine Aluminiumkarosserie hatte, besteht die Karosserie bei den Serienbausätzen aller Hersteller aus glasfaserverstärktem Kunststoff. Die Karosserie trägt keine mechanischen Teile.
Der GTM ist als zweitüriges Stufenheckcoupé gestaltet. Das Design war einer Quelle zufolge von der Form des zeitgenössischen Dino 206 von Ferrari inspiriert, nach einer anderen von der des Ferrari 250LM, wobei in keinem Fall die Proportionen auch nur ansatzweise zum GTM passten. Die Fronthaube ist vorn unten angeschlagen und umfasst auch die Seitenteile der Kotflügel. Unter ihr befinden sich der Tank, der vom Mini kam und später wahlweise durch einen größeren, speziell für den GTM konstruierten Tank ersetzt werden konnte, ferner die Batterie und das Reserverad sowie bei den ab 1983 gebauten Kits auch der Wasserkühler.
Die Gestaltung der Karosserie wurde über die Jahre wiederholt leicht verändert. Ältere Modelle aus der Heerey-Ära haben beispielsweise seitliche Lufteinlässe hinter den Türen, um die Kühlung des Motors zu verbessern. Die Form der Stoßstangen, das Heckabschlussblech und die Türgriffe änderten sich ebenfalls mehrfach.

### Chassis und Fahrwerk
Der GTM hat ein Chassis aus Stahl, das teilweise als Halbmonocoque beschrieben wird. Sowohl vorne als auch hinten sind vordere Hilfsrahmen des Mini einzubauen, hinten in unveränderter Form mit der Motoraufhängung, vorne ohne. Die Aufhängung und die Bremsen waren unverändert vom Mini zu übernehmen.

### Antriebstechnik

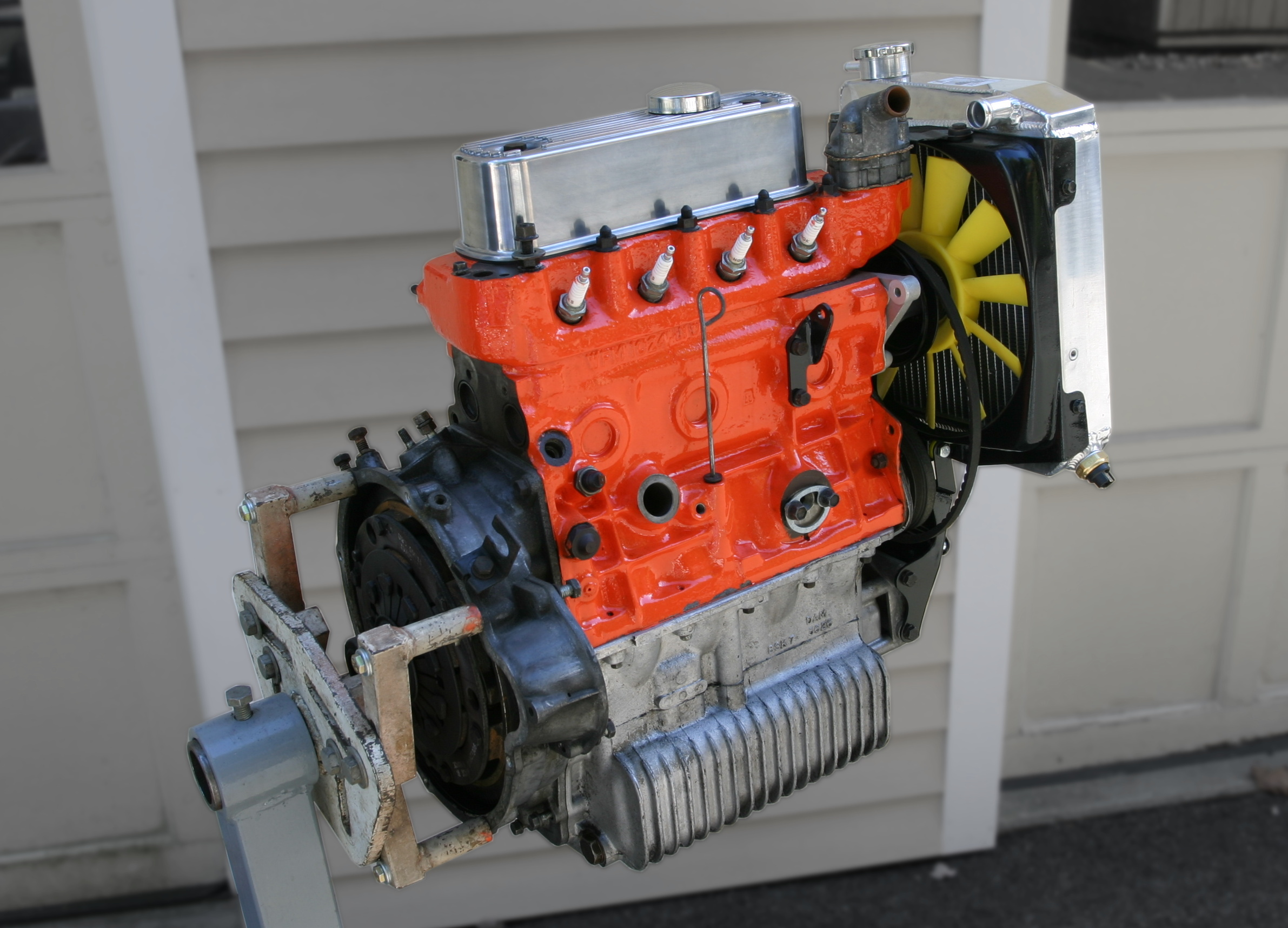
Hoch bauender Motor der BLMC-A-Serie

Der GTM war ursprünglich auf die Verwendung von Vierzylindermotoren der BLMC A-Serie vom Mini ausgelegt. In Betracht kamen alle im Mini verfügbaren Varianten von 0,8 bis 1,3 Liter Hubraum, einschließlich des starken Motors des Mini Cooper S. In den 1980er- und 1990er-Jahren konnten alternativ Motoren der A-Plus-Serie eingebaut werden, die aus dem Austin Metro stammten. Der Motor treibt anders als beim Mini die Hinterräder an; die Kraftübertragung übernimmt ein Vierganggetriebe von BLMC. Der Antrieb mit Hilfsrahmen und Achse wurden vom Mini übernommen.
Der BMC-A-Serie-Motor ist hinter den Sitzen quer eingebaut. Die Entscheidung für die Mittelmotorauslegung fiel einerseits mit Blick auf das Handling, anderseits wegen der hohen Bauform des Mini-Antriebs, bei dem der Motor über dem Getriebe sitzt: Mit der Verlagerung des Motors nach hinten wurde beim GTM eine flache, nach vorn abfallende Frontpartie möglich.

### Maße und Fahrleistungen
Das Leergewicht lag bei etwa 535 kg.
Mit einem 1,3 Liter großen Vierzylindermotor aus dem Mini Cooper S beschleunigte der GTM in 6,4 Sekunden von 0 auf 60 mph (96 km/h) und erreichte eine Höchstgeschwindigkeit von 115 mph (185 km/h).

## Varianten

### Cox GTM (1967–1968)

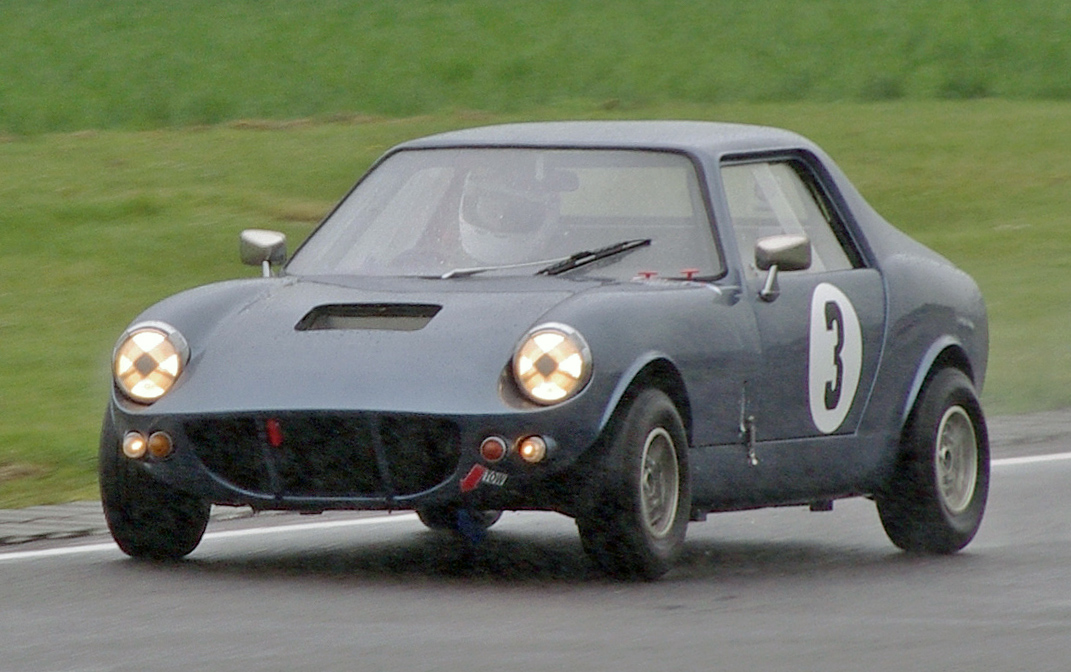
Ursprungsversion: Cox GTM (1969)

Der Cox GTM ist die erste Version der GTM-Reihe. Das Auto wurde im Januar 1967 auf der Racing Car Show vorgestellt und erfuhr dort positive Resonanz. Der Verkaufspreis für einen Bausatz lag bei 330 £. Kennzeichnend für die Cox GTMs sind das Fehlen einer vorderen Stoßstange, die große Kühlluftöffnung an der Wagenfront und die runden einteiligen Rückleuchten vom Ford Cortina Mk. I, die in Großbritannien als Ban The Bomb Lights bezeichnet werden.
Der Bau von Chassis und Karosserieteilen war an verschiedene Subunternehmer ausgelagert; die Zusammenstellung der weiteren Teile nahm viel Zeit in Anspruch. Cox stellte nur alle zwei Wochen einen Bausatz fertig.
Der Zusammenbau des Cox GTM galt als schwierig. Die Cox-Bausätze waren schlecht vorbereitet: Die Abmessungen des Chassis passten vielfach nicht genau zu denen der Karosserie; daraus resultierten Spannungen im Kunststoffaufbau, die bei einzelnen Autos die Windschutzscheibe brechen ließen. Insgesamt entstanden in der Cox-Ära etwa 50 Bausätze. Wie viele davon komplettiert wurden, ist unklar.
Nachdem er das Projekt im Frühjahr 1969 übernommen hatte, setzte Howard Heerey zunächst für etwa ein Jahr die Fertigung von Bausätzen der Cox-Konstruktion fort. Technische Änderungen gab es in dieser Zeit nicht. Allerdings bot Heerey im Gegensatz zu Cox zwei unterschiedliche Bausätze an, die sich im Grad ihrer Komplettierung unterschieden. Der einfache Bausatz (Kit A) entsprach der bisherigen Cox-Version und kostete 350 £, während der neu eingeführte Bausatz B (450 £) eine bereits lackierte Karosserie und vorinstallierte Anbauteile hatte.

### GTM (1970 bis 1971)
Im Frühjahr 1970 brachte Heerey eine in Details veränderte Version des GTM auf den Markt. Ziel der Überarbeitung war es gewesen, für die Käufer das Zusammenbauen erleichtern. Im Gegensatz zu Cox bezog Heerey keine Subunternehmer in den Produktionsprozess ein; Chassis und Karosserie wurden stattdessen in seiner eigenen Werkstatt hergestellt. Bis 1971 verkaufte Heerey je nach Quelle 97 oder 177 Bausätze.

### GTM 1-3 (1971–1972)

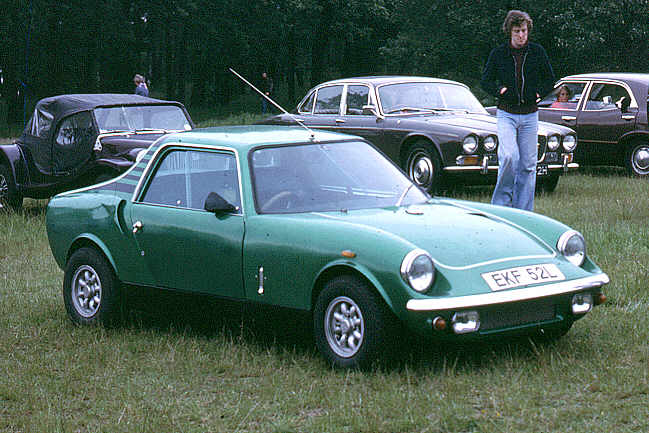
GTM Coupé 1-3

1971 führte Heerey eine weitergehend überarbeitete Version des GTM ein. Sie erhielt die Bezeichnung GTM 1-3 (Modell 1, Version 3). Heerey hatte das Design teilweise verändert. Die Fronthaube trug nun die vorderen Stoßfänger des Mini, und die unterhalb der Stoßstange angeordnete Kühlluftöffnung war jetzt rechteckig. Zusätzlich gab es in den hinteren Kotflügeln einen Kühllufteinlass. Im Heckabschlussblech waren Rückleuchten des Triumph Dolomite einzubauen. Für die übrigen Karosserieteile verwendete Heerey weiterhin die Formen von Cox & Co.
Die Qualität von Heereys Bausätzen galt im Gegensatz zu den Cox-Coupés als  überdurchschnittlich gut. In der späten Heerey-Ära entstanden etwa acht Bausätze pro Monat. Bis 1972 verkaufte das Unternehmen je nach Quelle 70 oder 81 Bausätze des GTM 1-3.

### GTM Coupé (1980 bis 1982)
Nach der Wiederbelebung des Projekts durch Peter Beck und Paddy Fitch entstanden von 1980 bis 1982 insgesamt ungefähr 105 Bausätze (1980: 16, 1981: 35; 1982: 54), die technisch und stilisch dem GTM 1-3 entsprachen und auch noch die alten Formen der Cox-Ära verwendeten. 1983 erschien dann eine überarbeitete Version.

### GTM 1-5 (ab 1983)

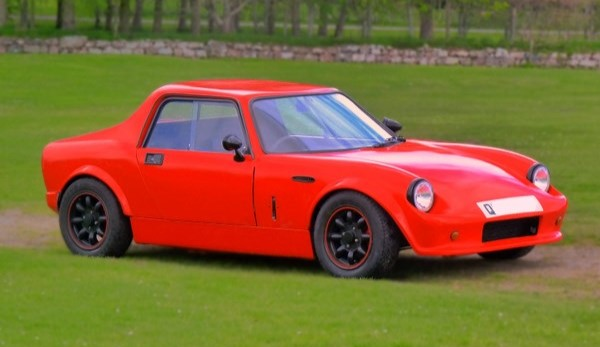
GTM Coupé, Version 1-5

Ab 1983 war eine umfangreich überarbeitete Version des GTM erhältlich, die als 1-5 bezeichnet wurde. Äußerlich war die jüngste Variante an 13-Zoll-Rädern erkennbar, die die bisherigen, vom Mini übernommenen 10-Zoll-Felgen ersetzten. Das neue Auto hat vorn und hinten Kunststoffstoßstangen, die in die Fronthaube bzw. in das Heckabschlussblech integriert sind. Für diese Änderungen mussten neue Positivformen gebaut werden. Die Türen waren nun für die Aufnahme von Klappgriffen des Morris Marina ausgelegt. In technischer Hinsicht wurde unter anderem das Kühlsystem verändert. Im Gegensatz zu den bisherigen Varianten des GTM war nun der Wasserkühler des Austin Allegro zu verwenden, der vorn einzubauen war.
Bis 1995 verkaufte GTM jährlich etwa 50 Bausätze des Coupés. Im Laufe der Jahre wurde die Fertigung der neu entwickelten Modelle Rossa und Libra allerdings zum Schwerpunkt des Unternehmens.
Ab 1996 stand das GTM Coupé in einer der Version 1-5 entsprechenden Ausführung einige Jahre lang bei Primo Design im Programm. In der Literatur wird bezweifelt, dass es Primo Design gelang, tatsächlich Bausätze zu verkaufen.

## Bestand
Im Frühjahr 2024 waren in Großbritannien noch fünf GTM Coupés zugelassen.